# David Alpay
David Alpay est un acteur canadien, né à Toronto (Ontario) le 6 octobre 1980.

## Biographie
David Alpay est né à Toronto, de parents arméniens. Avant son premier rôle, il a étudié à l'université de Toronto.

## Filmographie

### Cinéma
- 2002 : Ararat d'Atom Egoyan : Raffi
- 2005 : Sabah de Ruba Nadda : Mustafa
- 2006 : L'Homme de l'année (Man of the Year) de Barry Levinson : Danny
- 2007 : All Hat de Leonard Farlinger : Paulie Stanton
- 2007 : L'Amour à jamais (Closing the Ring) de Richard Attenborough : Chuck
- 2008 : Unconceivable de Mary McGuckian : Mark Henderson
- 2018 : Birdland de Peter Lynch : Tom Kale

### Télévision

#### Séries télévisées
- 2004 : Méthode Zoé (Wild Card) (saison 2, épisode 1) : Jack
- 2005 : Kevin Hill (saison 1, épisode 22) : Donnelly
- 2005 : Slings and Arrows (5 épisodes) : Patrick
- 2007 : Billable Hours (10 épisodes) : Roderick Stelmakie
- 2008 : Les Tudors (9 épisodes) : Mark Smeaton
- 2009 : Dollhouse (saison 1, épisode 5) : Seth
- 2009 : Crash (saison 2, épisode 10) : Niles Welch
- 2010 : Miami Medical (saison 1, épisode 3) : Zan
- 2011 : Facing Kate (Fairy Legal) (saison 1, épisode 9) : Eric Malloy
- 2011 : Rizzoli & Isles (saison 2, épisode 7) : Grayson Bennett
- 2011 : Flashpoint (saison 4, épisode 17) : Xavier Dodd
- 2011-2012 : The Borgias (12 épisodes) : Calvino
- 2012-2013 : Vampire Diaries (12 épisodes) : Professeur Atticus Shane
- 2013 : Royal Pains (saison 5, épisode 5) : Santi
- 2013 : Perception (saison 2, épisode 6) : Sario Donati
- 2013 : Drop Dead Diva (saison 5, épisode 10) : Frank Neubauer
- 2013 : Les Experts (saison 14, épisode 11) : Ryan Bonham
- 2014 : Motive (saison 2, épisode 1) : Ian Weaver
- 2014 : The Lottery : Dr James Lynch
- 2015 : Backstrom (saison 1, épisode 12) : Arthur Towne
- 2015-2016 : Quantico (saison 1, épisode 5, 8 & 12) : Duncan
- 2016 : New York, unité spéciale (saison 18, épisode 4) : Chad Miller
- 2018 : Impulse (saison 1, épisode 3) : Daniel
- 2018 : Suits : Avocats sur mesure (épisodes 7x14, 8x03 & 8x07) : David Fox
- 2019 : Proven Innocent (6 épisodes) : Dylan
- 2019 : Castle Rock (saison 2, épisodes 4 / 7) : Mandolin Player / Pastor Augustin
- 2021 : Debris (saison 1, épisode 2) : Eric King
- 2021 : Hudson et Rex (saison 3, épisode 13) : Dean Cody
- 2021 : Nancy Drew (saison 2, épisode 14) : Brandon Schmidt
- 2022 : From : Jade
- 2022 : Red Rooms : Alex Terzian

#### Téléfilms
- 2005 : Whiskey Echo d'Harry Hook : Dr Carlo Scanchelli
- 2005 : Anniversary Present de Doug Karr (court-métrage) : Lonnie Dobbs
- 2005 : L'ambition d'une femme (Martha Behind Bars) d'Eric Bross : Douglas Faneuil
- 2005 : Burnt Toast de Larry Weinstein : Bill
- 2005 : Cyclone Catégorie 7 : Tempête mondiale (Category 7: The End of the World) de Dick Lowry : Billy Chamber
- 2009 : Ten for Grandpa de Doug Karr (court-métrage) : le narrateur
- 2009 : Une femme fragile (Unstable) de Don McBrearty : Woody Monroe
- 2011 : Weekends at Bellevue de Jack Bender : Ben Jacobs
- 2012 : Americana de Phillip Noyce : Jesse Coulter
- 2015 : Mon ange de glace (Ice Sculpture Christmas) de David Mackay : David Manning
- 2016 : La parade (amoureuse) de Noël (Sleigh Bells Ring) de Marita Grabiak : Alex
- 2017 : Le roman de Noël (The Mistletoe Inn) d'Alex Wright : Zeke
- 2017 : The Haunted de Loni Peristere : Virgil Bradley
- 2020 : Une bague pour Noël (The Christmas Ring) de Troy Scott : Michael Jones